# Synchlora pallida
Synchlora pallida là một loài bướm đêm trong họ Geometridae.